# 鹿児島大学教育学部附属特別支援学校
鹿児島大学教育学部附属特別支援学校（かごしまだいがく きょういくがくぶ ふぞくとくべつしえんがっこう）は、鹿児島県鹿児島市下伊敷一丁目にある国立の特別支援学校。鹿児島大学教育学部の附属学校である。

## 概要
歴史
鹿児島大学教育学部附属小学校と鹿児島大学教育学部附属中学校にそれぞれ設置されていた特殊学級を統合し、1980年（昭和55年）に「鹿児島大学教育学部附属養護学校」として開校。現校名になったのは2007年（平成19年）。2015年（平成27年）に創立35周年を迎えた。
設置学部
- 小学部
- 中学部
- 高等部

校章
3つの設置学部（小・中・高）を表した3つの円と、その成長を表した3つの矢印を組み合わせたものを背景として、中央に「附」の文字を置いている。
校歌
作詞は鹿児島大学教育学部附属養護学校教職員一同、作曲は鎌田模政による。歌詞は3番まであり、各番に校名の「附属」が登場する。
同窓会
「若草会」と称している。1986年（昭和61年）に発足。

## 沿革
附属小学校特殊学級時代
- 1948年（昭和23年）4月1日 - 鹿児島師範学校附属小学校に促進学級が設置される。
- 1949年（昭和24年）4月1日 - 促進学級が廃止される。
- 1958年（昭和33年）3月26日 - 鹿児島大学教育学部附属小学校に特殊学級（1学級）が設置される。
  - 第1回特殊学級入学式を挙行。6名が入学。
- 1961年（昭和36年）4月1日 - 1学級を増設し、計2学級となる。
- 1965年（昭和40年）4月1日 - 1学級を増設し、計3学級となる。
- 1967年（昭和42年）4月1日 - 特殊学級室を増築。
- 1980年（昭和55年）3月31日 - 附属養護学校開校のため、特殊学級が閉鎖される。

附属中学校特殊学級時代
- 1961年（昭和36年）4月1日 - 鹿児島大学教育学部附属中学校に特殊学級（1学級）が設置される。10名が入学。
- 1962年（昭和37年）4月1日 - 1学級を増設し、計2学級となる、
- 1963年（昭和38年）4月1日 - 山下町旧校舎（現:鹿児島市立名山小学校）から新校舎（現:附属中学校）に移転。
  - 1学級を増設し、計3学級となる。
- 1980年（昭和55年）3月31日 - 附属養護学校開校のため、特殊学級を閉鎖。

附属養護学校・特別支援学校
- 1972年（昭和47年）5月16日 - 鹿児島大学教育学部に養護学校教員養成課程を新設するための準備委員会が設置される。
- 1973年（昭和48年）4月1日 - 鹿児島大学教育学部に養護学校教員養成課程が設置される。
- 1974年（昭和49年）11月9日 - 附属養護学校の設立検討委員会が設置される。
- 1975年（昭和50年）9月6日 - 附属養護学校の設立準備委員会が設置される。
- 1980年（昭和55年）
  - 1月18日 - 附属養護学校の開設準備室が設置される。
  - 4月1日 - 附属小学校・中学校より特殊学級を引き継ぎ、「鹿児島大学教育学部附属養護学校」として開校。（小学部3学級・中学部3学級）
  - 4月11日 - 開校記念式を挙行。
- 1981年（昭和56年）4月1日 - 高等部（1学級）を設置。
- 1982年（昭和57年）
  - 3月30日 - 現在地に新校舎が完成。
  - 4月1日 - 高等部1学級を増設し、2学級となる。
  - 4月5日 - 新校舎へ移転。
- 1983年（昭和58年）4月1日 - 高等部1学級を増設し、2学級となる。
- 1985年（昭和60年）3月18日 - 水遊び場（プール）が完成。
- 1986年（昭和61年）2月23日 - 同窓会「若草会」が発足。
- 1995年（平成7年）2月3日 - 日常生活訓練棟「なかまの家」が完成。
- 1999年（平成11年）
  - 3月31日 - 冷暖房空調設備を各教室に完備。
  - 6月1日 - 太陽光発電システム（ソーラーパネル）を設置。
- 2001年（平成13年）12月1日 - 農耕作業室を設置。
- 2007年（平成19年）4月1日 - 「鹿児島大学教育学部附属特別支援学校」に改称。

## アクセス
最寄りのバス停
- 「玉江橋」バス停 - 鹿児島市交通局（市営バス）8番線、鹿児島交通 74系統
- 「伊敷中前・玉江小前」バス停 - 鹿児島市交通局（市営バス）1・5・24番線、いわさきバス、JRバス3号線（伊敷方面行き）

最寄りの国道・県道
- 国道3号

## 周辺
- 鹿児島県護国神社
- 鹿児島県立短期大学
- 鹿児島県立鹿児島工業高等学校
- 鹿児島市立鹿児島女子高等学校
- 鹿児島市立伊敷中学校
- 鹿児島市立玉江小学校